# Ariake (1934)
Pour les autres navires du même nom, voir Ariake (destroyer).
L'Ariake (有明) était un destroyer de classe Hatsuharu en service dans la Marine impériale japonaise pendant la Seconde Guerre mondiale.

## Historique
Au moment de l'attaque de Pearl Harbor, l'Ariake rejoint la 27e division du 1er escadron de destroyers (1re flotte), en compagnie de ses navires jumeaux Shiratsuyu, Shigure et Yūgure, tout en étant basé à Hashirajima, dans les eaux territoriales japonaises, affecté aux patrouilles de lutte anti-sous-marine.
En janvier 1942, il escorte les porte-avions Hiryū et Sōryū à Palau et à Ambon lors de l'invasion des Indes orientales néerlandaises, participant au raid aérien de Darwin le 19 février 1942. Basé ensuite dans la baie de Staring (Sulawesi), il effectue des patrouilles d'escorte jusqu'à son retour à l'arsenal naval de Sasebo le 22 mars 1942. Fin avril, il se rend à Truk dans le cadre de l'escorte des porte-avions Shōkaku et Zuikaku, faisant partie de la force de l'amiral Takeo Takagi à la bataille de la mer de Corail. En mai, il escorte les croiseurs Myōkō et Haguro à Kure.
Pendant la bataille de Midway, il fait partie de l'escorte de la force de diversion des Aléoutiennes sous le commandement de l'amiral Shirō Takasu. Réattribuée à la 2e Flotte le 14 juillet, il rejoint temporairement la 4e Flotte lors d'une sortie de Truk à Jaluit le 20 août. Après avoir bombardé Nauru le 23 août, une équipe de débarquement du Ariake occupe l'île dans le cadre de l'«opération RY» le 26 août, avant d'être relevée par une force de garnison le 30 août. Le destroyer est ensuite été affecté aux îles Salomon, participant à une escorte de transport de troupes pour débarquer les détachements d'Ichiki et d'Aoba à Guadalcanal tout en bombardant Henderson Field. De septembre à décembre 1942, il effectue de nombreux Tokyo Express à travers les îles Salomon. Le 17 décembre, il attaque et revendique avoir coulé un sous-marin non identifié, mais le rapport reste non confirmé. À la fin du mois de décembre, il est endommagé près de Rabaul lors d'un raid aérien mené par des bombardiers B-24 de l'USAAF, pendant qu'il remorquait le destroyer Uzuki. Six accidents tuèrent 28 membres d'équipage et en blessèrent 40 autres, mettant hors de combat ses tourelles n ° 2 et n ° 3.
Après un retour à Sasebo pour des réparations majeures à la mi-février 1943, l'Ariake escorte un convoi à Truk et à la fin de février puis un autre convoi de Turk à Rabaul. Il revient à Truk à la fin du mois en escortant le porte-avions Unyō, repartant avec le cuirassé Musashi à la fin du mois de mai. Au début de juin, il effectue un aller-retour à Truk en escortant le Hiyō. Fin juin, il escorte le porte-avions Ryūhō de Yokosuka à Truk, et les croiseurs Kumano et Suzuya de Truk à Rabaul, répétant la mission deux fois début juillet.
Les 27 et 28 juillet 1943, l'Ariake effectue un transport de troupes à Tuluvu, en Nouvelle-Bretagne. Il s'échoua sur un récif près du cap Gloucester avec le destroyer Mikazuki, mais l'Ariake put reprendre la mer. Il secourut les troupes du destroyer bloqué et fit route vers Tuluvu pour les débarquer. À son retour sur zone, pendant les opérations de déséchouage, l'Ariake fut coulé par un raid de B-25 Mitchells américains. Sept hommes furent tués, dont le capitaine, le lieutenant-commandant Akifumi Kawahashi.